# Elezioni parlamentari in Kosovo del 2007
Le elezioni presidenziali in Kosovo del 2007 si tennero il 17 novembre.

## Risultati
| Liste                                                                       | Voti    | %     | Seggi |
| --------------------------------------------------------------------------- | ------- | ----- | ----- |
| Partito Democratico del Kosovo                                              | 196 207 | 34,32 | 37    |
| Lega Democratica del Kosovo                                                 | 129 410 | 22,63 | 25    |
| Alleanza per un Nuovo Kosovo                                                | 70 165  | 12,27 | 13    |
| Lega Democratica della Dardania - Partito Democristiano Albanese del Kosovo | 57 002  | 9,97  | 11    |
| Alleanza per il Futuro del Kosovo                                           | 54 611  | 9,55  | 10    |
| Partito Riformista ORA                                                      | 23 722  | 4,15  | –     |
| Partito della Giustizia                                                     | 9 890   | 1,73  | –     |
| Coalizione Vakat                                                            | 5 428   | 0,95  | 3     |
| Partito Democratico Turco del Kosovo                                        | 4 999   | 0,87  | 3     |
| Partito d'Azione Democratica                                                | 3 661   | 0,64  | 2     |
| Partito Democratico Ashkali del Kosovo                                      | 3 443   | 0,60  | 3     |
| Movimento Nazionale per la Liberazione del Kosovo                           | 2 702   | 0,47  | –     |
| Nuova Iniziativa Democratica del Kosovo                                     | 2 121   | 0,37  | 1     |
| Cemil Luma                                                                  | 1 261   | 0,22  | –     |
| Iniziativa Civica di Gora                                                   | 1 227   | 0,21  | 1     |
| Partito del Fronte Nazionale Albanese                                       | 1 199   | 0,21  | –     |
| Partito Democratico Serbo del Kosovo-Metochia                               | 939     | 0,16  | 3     |
| Partito Liberale Indipendente                                               | 855     | 0,15  | 3     |
| Partito dei Rom Uniti del Kosovo                                            | 600     | 0,10  | 1     |
| Naser Kuka                                                                  | 822     | 0,14  | –     |
| Unione dei Socialdemocratici Indipendenti del Kosovo-Metochia               | 447     | 0,08  | 1     |
| Partito Serbo del Kosovo-Metochia                                           | 317     | 0,06  | 1     |
| Nuova Democrazia                                                            | 256     | 0,04  | 1     |
| Partito Popolare Serbo                                                      | 224     | 0,04  | 1     |
| PSS per il Kosovo-Metochia                                                  | 136     | 0,02  | –     |
| Opstanak Kosovskog Pomoravlja                                               | 123     | 0,02  | –     |
| Totale                                                                      | 571 767 | 100   | 120   |